# 혜천사
혜천사(Austin Wai, 1957년 8월 13일 ~ 2012년 10월 4일)는 중화인민공화국의 배우, 영화배우이다.

## 영화
- 동문 (2009년)
- 도화선 (2007년)
- 살파랑 (2005년)
- 왕각흑야 (2004년)
- 성월동화 (1999년)
- 서극의 칼 (1995년)
- 소림사 달마대사 (1994년)
- 재전강호 3 (1994년)
- 신창수여가리계 (1992년)
- 고별자금성 (1992년)
- 초망영웅 (1992년)
- 수호전지영웅본색 (1992년)
- 영환신랑 (1991년)
- 장교 수첩 (1990년)
- 착귀대사 (1989년)
- 부귀병단 (1989년)
- 용지쟁패 (1989년)
- 병권 (1988년)
- 최후일전 (1987년)
- 칠복성 (1985년)
- 노응적검 (1983년)
- 소권괴초 2 - 용등호약 (1983년)
- 홍분동강호 (1982년)
- 성목자고혹초 (1979년)
- 영웅무루 (1978년)
- 냉혈응왕 (1978년)
- 소림36방 (1978년)